# Адмирал (лептир)
Црвени адмирал (лат. Vanessa atalanta) врста је дневног лептира из породице шаренаца (Nymphalidae). Једноставна је за препознавање. Среће се готово свуда, чак и у касну јесен јер одрасли лептири презимљавају на неком скровитом месту. Адмирали се често виђају како се сунчају, хране нектаром или соком опалих плодова. Изразит селац, среће се у целој Европи.

### Распрострањење и станиште
Адмирал је присутан од северне Африке, широм Европе до западне Азије. Насељава скоро све типове станишта, од сеновитих, шумских обода и чистина до субурбаних и урбаних подручја, башти и паркова. Гусенице преферирају благо сеновита станишта попут шумских стаза. 

### Биљка хранитељка
Врста се храни копривама, најчешће врстом Urtica dioica. Инспекцијом биљке хранитељке уочавају се смотуљци листова корпиве које гусеница формира за храњење и заштиту.

### Гусеница
У раним ларвеним ступњевима, гусеница црвеног адмирала је црног интегумента и дугих црних сколуса (трнолики израштаји интегумента који носе сете). Зреле гусенице су полихроме и веома варијабилне, а се јављају два основна типа: светао и таман. Светли тип гусенице има жут интегумент и жуте сколусе, а латерална линија је широка и нешто светлије нијансе. Таман тип је смеђег до црног интегумента, сколуси су мрки или црни, а латерална линија, такође широка, беле или јарко жуте боје.

## Галерија
- Адмирал, Ниш, Србија